# Stichopogon araxicola
Stichopogon araxicola là một loài ruồi trong họ Asilidae. Stichopogon araxicola được Richter miêu tả năm 1979.